# Randy Warshaw
Randy Warshaw je americký tanečník a choreograf.

## Život
Studoval na Hampshire College a s tancem začal v roce 1977, kdy stále na tuto školu docházel. Brzy začal spolupracovat s experimentálním tanečníkem a choreografem Stevem Paxtonem. V roce 1980 se stal členem taneční skupiny choreografky Trishy Brown, v níž zůstal až do roku 1987. Právě v roce 1987 si založil vlastní taneční soubor. Do roku 1995 vytvořil řadu tanečních kusů. Později se usadil v Evropě, kde se věnoval pedagogické činnosti (například na vídeňské Internationale Tanzwochen). V roce 1999 se vrátil do Spojených států amerických a usadil se v New Yorku. Jeho prvním samostatným dílem je „Fragile Anchor“ z roku 1985. K jeho tanečnímu kusu „Sanctus“, který pochází z roku 1987, složil hudbu velšský hudebník a skladatel John Cale.